# The Adelphi
The Adelphi (o New Adelphi) è stata una rivista letteraria inglese fondata da John Middleton Murry e pubblicata tra il 1923 e il 1955. Il primo numero fu pubblicato nel giugno del 1922, con i seguenti pubblicati a cadenza mensile. Tra l'agosto 1927 e il settembre 1930 assunse il nome di New Adelphi e venne pubblicata ogni quattro mesi. Murry fu editore della rivista fino al 1930, quando la stessa passò a Sir Richard Rees tornando alle pubblicazioni mensili. A Rees succedette Max Plowman nel 1938. La rivista includeva una o più storie per numero, con contributi di Katherine Mansfield, David Herbert Lawrence, Herbert Ernest Bates, Rhys Davies, Gerald Basil Edwards e Dylan Thomas. La rivista pubblicò anche Un'impiccagione e The Spike di George Orwell, che dal 1931 contribuì regolarmente, in particolare come revisore.